# العلاقات الأوكرانية النيبالية
العلاقات الأوكرانية النيبالية هي العلاقات الثنائية التي تجمع بين أوكرانيا ونيبال.

## مقارنة بين البلدين
هذه مقارنة عامة ومرجعية للدولتين:
| وجه المقارنة                                              | أوكرانيا                                   | نيبال                               |
| --------------------------------------------------------- | ------------------------------------------ | ----------------------------------- |
| المساحة (كم2)                                             | 603.63 ألف                                 | 147.18 ألف                          |
| عدد السكان (نسمة)                                         | 45.55 مليون                                | 29.40 مليون                         |
| الكثافة السكانية (ن./كم²)                                 | 75.46                                      | 199.76                              |
| العاصمة                                                   | كييف                                       | كاتماندو                            |
| اللغة الرسمية                                             | اللغة الأوكرانية                           | اللغة النيبالية                     |
| العملة                                                    | هريفنا أوكرانية، كاربوفانيتس، روبل سوفييتي | روبية نيبالية                       |
| الناتج المحلي الإجمالي (بليون دولار)                      | 112.15 مليار                               | 24.47 مليار                         |
| الناتج المحلي الإجمالي (تعادل القوة الشرائية) بليون دولار | 352.98 مليار                               | 70.20 مليار                         |
| الناتج المحلي الإجمالي الاسمي للفرد دولار أمريكي          | 2.11 ألف                                   | 743                                 |
| الناتج المحلي الإجمالي للفرد دولار أمريكي                 | 8.66 ألف                                   | 2.37 ألف                            |
| مؤشر التنمية البشرية                                      | 0.747                                      | 0.548                               |
| رمز المكالمات الدولي                                      | +380                                       | +977                                |
| رمز الإنترنت                                              | .ua، .укр ‏                                 | .np                                 |
| المنطقة الزمنية                                           | ت ع م+02:00، ت ع م+03:00، توقيت شرق أوروبا | ت ع م+05:45، التوقيت الموحد لنيبال ‏ |

## منظمات دولية مشتركة
يشترك البلدان في عضوية مجموعة من المنظمات الدولية، منها:
| علم المنظمة | اسم المنظمة                               | تاريخ انضمام أوكرانيا | تاريخ انضمام نيبال |
| ----------- | ----------------------------------------- | --------------------- | ------------------ |
|             | مؤسسة التنمية الدولية                     | 27 مايو 2004          | 6 مارس 1963        |
|             | يونسكو                                    | 12 مايو 1954          | 1 مايو 1953        |
|             | مؤسسة التمويل الدولية                     | 18 أكتوبر 1993        | 7 يناير 1966       |
|             | منظمة حظر الأسلحة الكيميائية              | ?                     | ?                  |
|             | الأمم المتحدة                             | 24 أكتوبر 1945        | 14 ديسمبر 1955     |
|             | منظمة الشرطة الجنائية الدولية             | ?                     | ?                  |
|             | البنك الدولي للإنشاء والتعمير             | 3 سبتمبر 1992         | 6 سبتمبر 1961      |
|             | الاتحاد البريدي العالمي                   | ?                     | ?                  |
|             | المركز الدولي لتسوية المنازعات الاستشارية | 7 يوليو 2000          | 6 فبراير 1969      |
|             | وكالة ضمان الاستثمار متعدد الأطراف        | 19 يوليو 1994         | 9 فبراير 1994      |
|             | منظمة التجارة العالمية                    | 16 مايو 2008          | ?                  |
|             | الفريق المعني برصد الأرض                  | ?                     | ?                  |

## وصلات خارجية
- موقع وزارة الخارجية الأوكرانية
- موقع وزارة الخارجية النيبالية